# Lissabonner Kabarettabend
Der Lissabonner Kabarettabend ist eine regelmäßige Veranstaltung der deutschen Botschaft in Lissabon und anderen dort ansässigen Institutionen. 

## Geschichte
Gegründet wurde der Lissabonner Kabarettabend 2009 von dem deutschen Diplomaten Nader Amin-Salehi, der auch den Belgrader Kabarettabend 2007 ins Leben gerufen hatte. Zweimal jährlich treten Kabarettisten mit einem vollen deutschsprachigen Programm auf. Veranstalter sind einzeln oder gemeinsam die Deutsche Botschaft in Lissabon, das Goethe-Institut und die Deutsche Schule Lissabon. Der Eintritt ist frei; die Kosten werden von in Portugal ansässigen deutschen Unternehmen getragen. Auftrittsort ist die Deutsche Schule Lissabon. Zusätzlich fanden Gastauftritte in Lagoa an der Algarve und in Porto statt. Einige deutsche Auslandsvertretungen haben das Modell inzwischen übernommen und veranstalten ebenfalls Kabarettabende. Pandemiebedingt mussten die für 2020 geplanten Auftritte abgesagt werden. Auch 2021 und 2022 fanden wegen der Coronakrise keine Veranstaltungen statt. Im Juni 2023 gab es mit dem gemeinsamen Auftritt von Piet Klocke und Andreas Rebers in Lagoa ein erfolgreiches Comeback der Veranstaltungsreihe.

## Gäste in Lissabon
- 2009: Andreas Rebers und Dieter Nuhr
- 2010: Bruno Jonas und Urban Priol
- 2011: Atze Schröder, Horst Schroth und Gerhard Polt
- 2012: Andreas Rebers und Luise Kinseher
- 2013: Dieter Nuhr und Alfred Dorfer (A)
- 2014: Kommödchen und Jochen Malmsheimer
- 2015: Horst Schroth und Stermann & Grissemann (A)
- 2016: Dietmar Wischmeyer
- 2017: Andreas Rebers und Alfred Dorfer (A)
- 2018: Urban Priol
- 2019: Andreas Rebers in Lagoa[1]
- 2023: Piet Klocke und Andreas Rebers in Lagoa[2]